# Georg Marischka
Georg Marischka (29 de junio de 1922 – 9 de agosto de 1999) fue un actor, guionista, director y productor cinematográfico y televisivo de nacionalidad austriaca.

## Biografía
Su nombre completo era Georg Peter Paul Franz Marischka, y nació en Viena, Austria, siendo su padre Hubert Marischka y su tío Ernst Marischka.
En 1949 trabajó como director asociado para Gustav Ucicky, y un año más tarde fue ayudante de dirección en el film Die Sünderin. Finalmente, en 1951 por vez primera fue acreditado como director. A lo largo de su carrera dirigió tres cintas protagonizadas por la estrella cinematográfica austriaca O. W. Fischer, muy popular en aquella época entre el público de lengua alemana. Una de las películas fue "Hanussen" (1955).
Debido a su reputación como experto en la obra de Karl May, Marischka trabajó en la década de 1960 en diferentes películas sobre textos de Karl May. Tras escribir el guion de Das Vermächtnis des Inka, él decidió dirigirla y producirla. Dado que la cinta tuvo menos éxito que otras producciones sobre Karl May, Marischka decidió concentrarse en la tarea de actor.
Como intérprete, Georg Marischka intervino en numerosas películas, incluyendo largometrajes internacionales como Odessa y Los niños del Brasil. También intervino en la serie Das blaue Palais y tuvo el papel recurrente de "Yorath" en la serie británica Arthur of the Britons.
Georg Marischka falleció en Munich, Alemania, en 1999 a causa de un ataque cardiaco.

## Filmografía
| Como actor - 1972: Fremde Stadt (de Rudolf Thome) - 1972: Strohfeuer (de Volker Schlöndorff) - 1974: La dernière carte (de Marcel Cravenne) - 1974: Odessa (de Ronald Neame) - 1974: Das blaue Palais (serie TV): Der Verräter (de Rainer Erler) - 1974: Härte 10 (Serie) (de Gordon Flemyng) - 1975: Les grands détectives (Serie) - 1975: Paul Gauguin (de Roger Pigaut) - 1975: Das ganz große Ding (de René Clément) - 1975: Quartett Bestial (de Jacques Rouffio) - 1976: Der Gute und die Bösen (de Claude Lelouch) - 1976: Lieb Vaterland magst ruhig sein (de Roland Klick) - 1976: 21 Hours at Munich (de William A. Graham) - 1978: Los niños del Brasil (de Franklin J. Schaffner) - 1979: Tatort: Ende der Vorstellung - 1980: Tatort: Spiel mit Karten (de Wolf Dietrich) - 1981: Mein Freund, der Scheich (de Rainer Erler) - 1981: Ferry oder Wie es war (de Axel Corti) - 1981: Wie der Mond über Feuer und Blut (de Axel Corti) - 1982: An uns glaubt Gott nicht mehr (de Axel Corti) - 1983: Der Trotzkopf - 1983: Monaco Franze (Serie) (de Helmut Dietl y Franz Geiger) - 1983: Am Ufer der Dämmerung (de Jochen Richter) - 1984: Annas Mutter (de Burkhard Driest) - 1984: Die Story (de Eckhart Schmidt) - 1984: Eine blaßblaue Frauenschrift (de Axel Corti) - 1985: Via Mala (de Tom Toelle) - 1985: Das Wunder (de Eckhart Schmidt) - 1986: Schloßherren (Serie) (de Reinhard Schwabenitzky) - 1986: Rette mich, wer kann (Serie) (de Franz Geiger) - 1986: Kir Royal (de Helmut Dietl) - 1988: Der Vorhang fällt (de Walter Davy) - 1988: Ein naheliegender Mord (de Oliver Storz) - 1988: Zärtliche Chaoten II (de Holm Dressler) - 1988: Ein Denkmal wird erschossen (de Thomas Engel) - 1988: Der Zug (de Damiano Damiani) - 1989: Reporter (Serie) - 1989: Die schnelle Gerdi (de Michael Verhoeven) - 1989: Der Rosengarten (de Fons Rademakers) - 1989–99: Forsthaus Falkenau (Serie) - 1991: Cerro Torre: Schrei aus Stein (de Werner Herzog) - 1991: Der Fahnder - 1992: Schtonk! (de Helmut Dietl) - 1992–98: Der Bergdoktor (Serie) - 1992: Tücken des Alltags (Serie) - 1993: Mein Freund, der Lipizzaner (de Franz Antel) - 1993: Der Fall Lucona (de Jack Gold) - 1993: Grüß Gott, Genosse (de Manfred Stelzer) - 1996: Willi und die Windzors (de Hape Kerkeling) - 2000: Der Elefant in meinem Bett (de Mark Schlichter) - 2000: Die Verbrechen des Professor Capellari (de Klaus Emmerich) | Como director - 1951: Der fidele Bauer - 1953: Einmal keine Sorgen haben - 1955: Hanussen (Codirigida por O. W. Fischer) - 1958: Die Sklavenkarawane (Codirigida por Ramón Torrado) - 1959: Peter Voss, der Held des Tages - 1960: Mit Himbeergeist geht alles besser - 1961: Es muss nicht immer Kaviar sein - 1961: Diesmal muß es Kaviar sein - 1962: Streichquartett - 1962: Axel Munthe – Der Arzt von San Michele (codirigida con Giorgio Capitani y Rudolf Jugert) - 1963: Das tödliche Patent - 1966: Das Vermächtnis des Inka - 1967: Hulla di Bulla - 1971: Gestrickte Spuren - 1972: Plonk - 1975: Zwei Finger einer Hand - 1979: Tatort – Ende der Vorstellung Como guionista - 1951: La pecadora (de Willi Forst) - 1953: Einmal keine Sorgen haben - 1958: Die Sklavenkarawane - 1959: Ein Sommer, den man nie vergißt (de Werner Jacobs) - 1964: Der Schut (de Robert Siodmak) - 1965: Der Schatz der Azteken (de Robert Siodmak) - 1965: Die Pyramide des Sonnengottes (de Robert Siodmak) - 1966: Das Vermächtnis des Inka - 1972: Plonk Como ayudante de dirección - 1942: Wiener Blut (de Willi Forst) - 1951: Die Sünderin - 1952: Im weißen Rößl (de Willi Forst) |